# Paragryllodes silvaepluvialis
Paragryllodes silvaepluvialis är en insektsart som först beskrevs av Sjöstedt 1909.  Paragryllodes silvaepluvialis ingår i släktet Paragryllodes och familjen syrsor. Inga underarter finns listade i Catalogue of Life.